# Trogoderma versicolor
Trogoderma versicolor is een keversoort uit de familie spektorren (Dermestidae). De wetenschappelijke naam van de soort werd in 1799 gepubliceerd door Creutzer.